# Museo del Hombre Hondureño
El Museo del Hombre Hondureño es un museo de arte en Tegucigalpa, Honduras. El museo se fundó en 1989 y se dedica a conservar y difundir la herencia cultural y identitaria hondureña. El museo tiene tres salas de exposición con una colección de obras de arte hondureño que abarcan piezas de escultura, cerámica y óleos. También engloba la Biblioteca Reina Sofía, dedicada a la literatura artística.
El museo está ubicado dentro de la histórica casa de Ramón Rosa que data del siglo XIX. 29 de noviembre de 2017 un incendio consumió el museo y la Biblioteca Reina Sofía. Para 2020 el museo ya había iniciado el proceso de restauración del inmueble.

## Historia

### Inauguración
El museo fue fundado el 11 de julio de 1989 y está ubicado en la casa del político y escritor Ramón Rosa construida en 1876. El museo se fundó con la misión de conservar y difundir la herencia cultural y identitaria hondureña.

### Incendio y restauración
El día jueves 29 de noviembre de 2017 un desperfecto en la instalación eléctrica, provocó un rápido y voraz incendio que redujo a cenizas el Museo del Hombre Hondureño, la Biblioteca Especializada de Arte Reina Sofía y el Taller de restauración. Con ello se pierden tanto el edificio considerado monumento nacional histórico y documentos de incaculable valor, más de 4.000 libros físicos, área audiovisual y virtual como el equipo de proyección.
El interior del inmueble tenía un diseño clásico señorial con estanterías y mobiliario de maderas de caoba y cedro. Se cree que el incendio se inició en el edificio aledaño, que estaba abandonado pero en el pasado había funcionado como una imprenta.
En febrero de 2020 se publicaron los dibujos de la restauración del inmueble que fueron presentados al Instituto Hondureño de Antropología e Historia para su aprobación. Las autoridades de la Fundación para el Museo del Hombre Hondureño, responsables de la biblioteca, anunciaron que el proyecto aún no tenía los fondos para iniciar la restauración.

## Descripción
La Fundación para el Museo del Hombre Hondureño (FMHH) es un organismo legalmente reconocido por el gobierno hondureño, que a lo largo de sus 21 años de vida como ente cultural, ha definido sus propósitos en aras de una búsqueda incesante de la reafirmación de los valores que forman parte de nuestra identidad nacional y hacia el rescate de la herencia y memoria cultural de Honduras. Bajo esta perspectiva, la nación que todos los hondureños han construido y continúan a cada día con el esfuerzo del trabajo y en el escenario en que la vida les haya colocado, debe ser motivo de orgullo por el deber cumplido, especialmente cuando se unen voluntades para fortalecer la identidad ciudadana y contribuir al desarrollo humano de la patria. Dentro de esos compromisos y los que impone una sociedad globalizada, la Fundación está empeñada en desplegar una nueva estrategia que, a tono con las tendencias de gestión cultural del nuevo milenio, consoliden su presencia en los ámbitos de la animación y promoción cultural y la proyecten hacia nuevos desafíos.
El Museo cuenta con tres salas de exhibiciones pictóricas de artistas del pincel hondureño e instalado en la casa que perteneció al doctor Ramón Rosa Ministro extraordinario en el gobierno del doctor Marco Aurelio Soto. Conocida históricamente como «“La casa de los amigos del país” porque en ella se efectuaron cotidianas reuniones y veladas, en las cuales se discutían temas de política, literatura y ciencia, donde el Dr. Rosa ejercía la anfitrionía y se daban cita para charla, en amena convivencia, todos aquellos emigrados o personajes por el país», se encuentra registrada dentro del Patrimonio Cultural Histórico de Honduras.

## Biblioteca Reina Sofía
La Biblioteca Reina Sofía, o la Biblioteca Especializada en Arte y Cultura Reina Sofía (BARS), se encuentra ubicada en las instalaciones del Museo del Hombre Hondureño. El nombre de la biblioteca es en honor a Su Majestad doña Sofía de Grecia, Reina de España. La biblioteca cuenta con un acervo literario y artístico de alrededor de 4000 ejemplares, área audiovisual, área virtual y equipo de proyección.
La biblioteca que nace en fecha 13 de agosto de 2008, es la primera biblioteca de arte en Honduras y la tercera en Centroamérica, ya que las repúblicas de Guatemala y Nicaragua cuentan con una similar.
La biblioteca cuenta con un Programa de Extensión de Servicios en el cual se promueven talleres de arte, cultura, historia, etcétera y además áreas especializadas para jóvenes y niños. Asimismo, cuenta con el servicio de préstamo de ejemplares a usuarios que forman parte del “Club de la BARS” los mismos que también hacen utilización del espacio de la biblioteca y otros beneficios de estudio y didácticos.
En fecha 22 de abril de 2014, el señor embajador de España en el país centroamericano, realizó la entrega al director del Museo y de la Biblioteca, de unos 104 libros en calidad de donación.

## Taller de restauración
En el mes de diciembre de 1990, la Fundación abrió el Taller de Restauración que lleva el nombre del reconocido pintor criollo José Miguel Gómez.

## Premios y distinciones

### Brassavola de oro
La Fundación para el Museo del Hombre Hondureño instituyó el premio "Brassavola de oro" en 1992 como reconocimiento a la permanente promoción del arte y la cultura de nuestra nación. Se ha otorgado, entre otros, a: Adriana Yu-Shan, Álvaro Ortega Santos, Ana María López Callejas de Durón, Antonieta Bustillo de Duron, Agustín Núñez Martínez, Augusto Serrano López, Irma Acosta de Fortín, María de los Ángeles García de Lara, Mary Flakes de Flores, Nahum Valladares, Noel Martine, Óscar Andrés Rodríguez y Rafae

### Corona de oro José Miguel Gómez
Desde 1994, el año de su primera edición, la Fundación otorga este premio anualmente a una ternas de personalidades que con su talento y dedicación, han ocupado un lugar preponderante en la evolución artística e intelectual del país.
Lo han recibido entre otros: Benigno Gómez, Darío Euraque, Eduardo Bähr, Ezequiel Padilla, Helen Umaña, Isabel Salgado, Isolda Arita Melzer, Jimena Andonie, Julio Escoto, Marcos Carías Zapata, Mario Castillo, Moisés Becerra, Nelia Chavarría, Oscar Acosta, Oswaldo Guayasamín, Ramón Oquelí, Ricardo Agurcia y Roberto Sosa. 